# سلمان أختر
سلمان أختر (بالإنجليزية: Salman Akhtar)‏ هو عالم نفس وشاعر أمريكي، ولد في 31 يوليو 1946.